# Amyttosa nimbana
Amyttosa nimbana är en insektsart som först beskrevs av Lucien Chopard 1954.  Amyttosa nimbana ingår i släktet Amyttosa och familjen vårtbitare. Inga underarter finns listade i Catalogue of Life.